# Communauté de communes de Vallet
Pour les articles homonymes, voir Vallet.
La communauté de communes de Vallet était une intercommunalité française, située dans le département de la Loire-Atlantique (région Pays de la Loire). Elle fut dissoute le 31 décembre 2016.

## Territoire communautaire

### Composition
La communauté de communes de Vallet était composée de six communes :
| Nom                  | Code Insee | Gentilé       | Superficie (km2) | Population (dernière pop. légale) | Densité (hab./km2) |
| -------------------- | ---------- | ------------- | ---------------- | --------------------------------- | ------------------ |
| Vallet (siège)       | 44212      | Valletais     | 58,96            | 8 722 (2014)                      | 148                |
| La Boissière-du-Doré | 44016      | Boissiériens  | 9,41             | 1 040 (2014)                      | 111                |
| La Chapelle-Heulin   | 44032      | Heulinois     | 13,47            | 3 250 (2014)                      | 241                |
| Mouzillon            | 44108      | Mouzillonnais | 16,50            | 2 743 (2014)                      | 166                |
| Le Pallet            | 44117      | Palletais     | 11,75            | 3 229 (2014)                      | 275                |
| La Regrippière       | 44140      | Regrippiérois | 18,17            | 1 530 (2014)                      | 84                 |

Le territoire de la commune de La Remaudière, elle-même rattachée à la communauté de communes Loire-Divatte, sépare géographiquement La Boissière-du-Doré (une des communes du canton du Loroux-Bottereau) des cinq autres membres (qui constituent le canton de Vallet). Ce problème de discontinuité territoriale pourrait être réglé avec l'adhésion de La Boissière-du-Doré à Loire-Divatte. Mais ce processus est actuellement compromis à la suite d'un projet de fusion dévoilé au printemps 2015 associant les six communes de la communauté de communes de Vallet et celle de La Remaudière au sein d'une seule commune nouvelle qui aurait totalisé 22 000 habitants pour un territoire d'environ 143 km2. Même si ce projet a, à son tour, été abandonné, une fusion limitée aux communes de Vallet et La Remaudière est étudiée depuis septembre 2015.

### Démographie
| 1999 | 2006 | 2010   | 2012   | 2013   |
| ---- | ---- | ------ | ------ | ------ |
| -    | -    | 19 469 | 20 067 | 20 275 |

## Administration

### Liste des présidents
| Période    | Période       | Identité              | Étiquette    | Qualité                                                  |
| ---------- | ------------- | --------------------- | ------------ | -------------------------------------------------------- |
| 1995       | avril 2008    | Paul Dalon            | UDF puis UMP | Maire de Vallet (1995 → 2008)                            |
| avril 2008 | avril 2014    | Jean Teurnier         | DVG          | 1er adjoint au maire de La Chapelle-Heulin (2008 → 2014) |
| avril 2014 | décembre 2016 | Pierre-André Perrouin | DVD          | Maire du Pallet (2008 → 2020)                            |

### Compétences
La communauté de communes de Vallet gère de nombreux services ou missions :
- Aide à domicile
- Cyber-base
- Développement économique
- Développement touristique
- Espace emploi
- Gestion des déchets
- Marchés publics
- Relais assistantes maternelles
- Réseau des bibliothèques
- SPANC (Assainissement non collectif)
- Système d'information géographique
- Transports scolaires
- Voirie

## Projets de fusion
Depuis le début des années 2010, les élus locaux du Pays du Vignoble nantais envisageaient la fusion de leurs 4 communautés de communes (celle de Vallet, celle de la vallée de Clisson, celle de Loire-Divatte et celle de Sèvre, Maine et Goulaine) au sein d'une seule intercommunalité regroupant les 28 communes constitutives, dont la mise en place devait être effective au plus tard pour le 1er janvier 2014. Le 27 juin 2013, ce projet de fusion a été rejeté à la suite d'un vote des vingt-huit conseils municipaux concernés.
Néanmoins, les Communautés de communes de Vallet et de Loire-Divatte ont décidé trois ans plus tard, le 21 septembre 2016, de fusionner en créant au 1er janvier 2017, la communauté de communes Sèvre et Loire, dont le siège est fixé à Vallet.